# Xiuladora de l'illa de Bougainville
La xiuladora de l'illa de Bougainville (Pachycephala richardsi) és un ocell de la família dels paquicefàlids (Pachycephalidae).

## Hàbitat i distribució
Habita els boscos de les muntanyes de l'illa de Bougainville, a les Illes Salomó